# Jacques Bettenhausen
Jakob oder Jacques Bettenhausen (* 27. Dezember 1866 in Beiseförth, Hessen; † 6. Juli 1944 in Röhrsdorf bei Dresden) war der Begründer des modernen Bahnhofbuchhandels in Deutschland.

## Leben
Der einer kinderreichen Familie entstammende Jacob Bettenhausen wuchs in Hessen auf. Nach dem frühen Tod seines Vaters musste er für 13 Geschwister sorgen und kam als 20-Jähriger nach Dresden, wo er mit einem Bauchladen im Dresdner Hauptbahnhof preiswerte Bücher verkaufte. Der wirtschaftliche Erfolg ermöglichte ihm, einen Kiosk in der Bahnhofshalle einzurichten und die Firma Jacques Bettenhausen & Sohn zu gründen. Später pachtete er weitere Standorte für seine Bahnhofsbuchhandlungen, zunächst in Sachsen, später auch in Berliner U-Bahn-Stationen, in Budapest und Warschau.

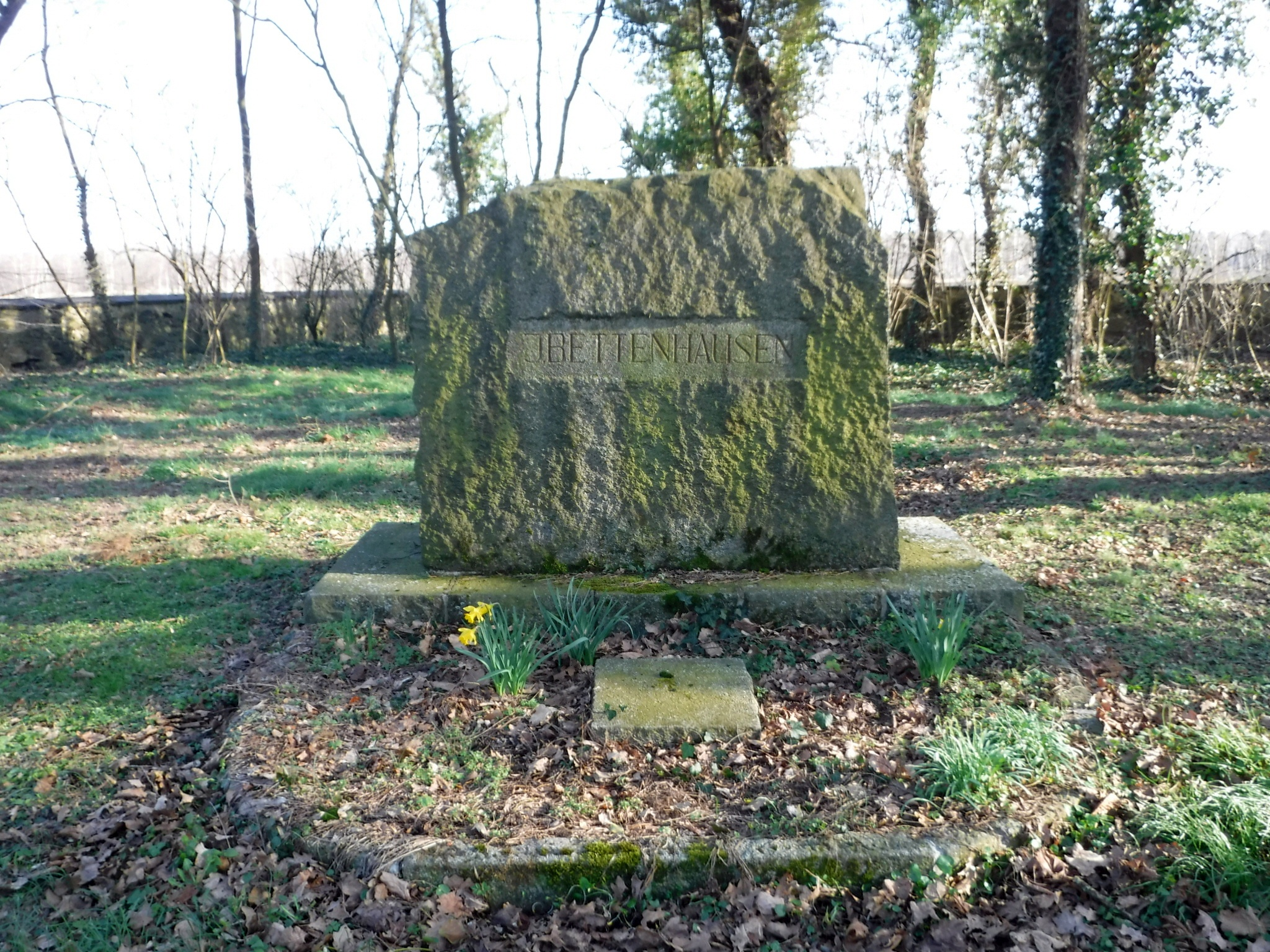
Gedenkstein für Jacques Bettenhausen im Gutspark Röhrsdorf

Bettenhausens Geschäftsmodell, Literatur zu günstigen Preisen als Reiselektüre für Bahnreisende zu verkaufen, erwies sich als großer Erfolg. Die Gewinne seines Unternehmens investierte er in Immobilien, u. a. in Wohnhäuser in Dresden. Neben dem Lahmann-Sanatorium ließ er um 1914 nach Plänen des Architekten Johannes Kraaz im Dresdner Vorort Weißer Hirsch das neue Parkhotel erbauen. Für seine Familie erwarb er ein Rittergut in Röhrsdorf.
Nach dem Ersten Weltkrieg setzte Bettenhausen die Kooperation mit Schmitt und Stilke fort, mit denen er 1921 in Leipzig Storm’s Kursbuch-Verlagsgesellschaft gründete. 1919 brachte er 60.000 Mark in die Kommanditgesellschaft von Ernst Rowohlt ein.
Jacob Bettenhausen, der Eigentümer der Bahnhofsbuchhandlung „Carl Schmitt Centraleisenbahnbuchhandlung“ gründete mit  Berta Keye unter Beteiligung von Wilhelm Pappritz am 6. Juli 1923 in Heidelberg das „Handelshaus für Reise und Verkehr“, aus der heute die Unternehmensgruppe Dr. Eckert hervorgegangen ist.
Im Jahr 1929 ermöglichte Bettenhausen durch einen Kredit von 500.000 Reichsmark die Gründung der Dresdner Cigarettenfabrik Dressler, die als Zigarettenfabrik der nationalsozialistischen Sturmabteilung (SA) galt. Um 1939 war er auch Geschäftsführer des Rheinbuchhandels. 1944 verstarb er auf seinem Gut in Röhrsdorf. Nach 1945 enteignete die sowjetische Besatzungsmacht die Familie, die in die westlichen Besatzungszonen floh. Erst nach 1990 wurde das Parkhotel an die Erben rückübertragen.